# Arbeitsgemeinschaft Turkestan
Arbeitsgemenscheift Turkestan (AT) – instytut naukowo-badawczy III Rzeszy zajmujący się sprawami związanymi z Azją Środkową.
Instytut został utworzony w Dreźnie w poł. lat 30. Na jego czele stanął specjalista od spraw Środkowej Azji SS-Hauptsturmführer dr Reiner Olzscha (do września 1944 r.). Od końca września 1939 r. instytut działał przy Głównym Urzędzie Bezpieczeństwa Rzeszy (RSHA), kierowanym przez Reinharda Heydricha. Podlegał VI Wydziałowi RSHA zajmującemu się wywiadem.
Zadaniem Instytutu była koordynacja działań nazistów związanych ze Środkową Azją. Było to związane z planami utworzenia po zajęciu przez wojska niemieckie Środkowej Azji tzw. Wielkiego Turkiestanu, obejmującego Kazachstan, Uzbekistan, Tadżykistan, Kirgistan oraz pewne części Iranu i Afganistanu. Kiedy okazało się, że Niemcy nie zrealizują tej koncepcji, głównym zadaniem Instytutu stała się działalność propagandowa (wydawanie książek, czasopism, ulotek, plakatów itp., a także koordynowanie szkolenia agentów-propagandystów działających potem wśród żołnierzy oddziałów wojskowych w służbie niemieckiej złożonych z mieszkańców Azji Środkowej).
Instytut dzielił się na 9 oddziałów. Przy instytucie w 1942 r. powstał Turkiestański Komitet Narodowy na czele z Wali Kajum-chanem. Sprawował też patronat nad formowaniem i działalnością pozostałych komitetów narodowych (Północnokaukaskiego, Tatarów nadwołżańskich, Armeńskiego, Gruzińskiego i Azerbejdżańskiego), a także Centrum Krymskiego. Planowano również w sferę swoich wpływów włączyć działaczy kałmuckich, ale podzielili się oni na przeciwników i zwolenników tego kroku, w związku z czym do pełnego zjednoczenia nie doszło.
Latem 1944 r. przy Instytucie utworzono SS-Mullah-Schule, w której szkolono duchownych islamskich przeznaczonych dla oddziałów wojskowych złożonych z wyznawców islamu.